# Tre donne (miniserie televisiva)
Tre donne è un ciclo di tre film per la televisione del 1971, diretti da Alfredo Giannetti e interpretati da Anna Magnani.
Nonostante all'epoca la Rai trasmettesse ancora in bianco e nero, la miniserie, in un'ottica di distribuzione internazionale dell'opera, fu invece realizzata a colori.

## La sciantosa
La sciantosa è il primo film del ciclo, mandato in onda sul Programma Nazionale il 26 settembre 1971.

### Trama
Durante la grande guerra Flora Bertuccioli, diva non più giovane del café-chantant sul viale del tramonto ed a rischio sfratto dalla sua casa di Torino, riceve l'offerta di cantare per i soldati impegnati al fronte.

Al suo arrivo è accolta dal giovane soldato Tonino Apicella, che insieme ad altri tre soldati compone la sgangherata orchestra incaricata di accompagnare le canzoni di Flora.
Quando sale sul palcoscenico e si accorge che il suo pubblico è composto da giovani soldati feriti e mutilati è assalita dallo sdegno e dalla commozione: rifiuta di cantare la marcia militare, si strappa di dosso il tricolore e intona 'O surdato 'nnammurato di Aniello Califano. Lo spettacolo, però, viene interrotto da un bombardamento e tutti cercano di mettersi in salvo.
Il mattino dopo Flora e Tonino, saliti sull'auto del comandante, credono di essere ormai in salvo, ma in quel momento passa un aereo nemico sopra di loro. Flora fa scudo col suo corpo al giovane Tonino e muore mitragliata.

### Interpreti e personaggi
- Anna Magnani: Flora Bertucciolli, in arte Flora Torres
- Massimo Ranieri: Tonino Apicella
- Rosita Pisano: Cristina
- Nico Pepe: Saporetti
- Mario Molli: Biagio
- Peppino Mangione: il maggiore Boldrini
- Renato Romano: il capitano Acerbi
- Carlo Dori: lo scritturale
- Francesco D'Amato: l'ufficiale azzimato
- Nino Drago: ten. Malaspina
- Benito Artesi: l'aiutante maggiore
- Vittorio Fanfoni: Mion
- Luigi Barbini: il soldato romano
- Ennio Peres: Cesetti
- Roberto Della Casa: il fotografo
- Antonio Puddu: il telefonista
- Franca Haas: la maestra di piano
- Nino Formicola: l'ufficiale giudiziario
- Luigi Uzzo: membro dell'orchestrina
- Gigio Morra: membro dell'orchestrina
- Sergio Valentini: membro dell'orchestrina
- Gianfranco Barra: membro dell'orchestrina

## 1943: Un incontro
1943: Un incontro è il secondo film del ciclo, mandato in onda sul Programma Nazionale il 3 ottobre 1971.

### Trama
Nella Roma del 1943 occupata dai tedeschi, l'infermiera Jolanda Morigi conosce casualmente ed ospita in casa propria il tenente Stelvio Parmegiani, disertore di guerra.
Tra i due nasce un sentimento che li porta a condividere le difficoltà dell'occupazione nazista. Si danno così alla borsa nera, girando le campagne in bicicletta in cerca di generi alimentari. Quando giunge la notte si rifugiano in un cascinale con alcuni sfollati. Al mattino vengono sorpresi dai tedeschi che sequestrano tutto. Stelvio cede alle provocazioni di un soldato e ha luogo una colluttazione al termine della quale viene caricato su un camion e portato via.
Jolanda riesce a rivederlo per un breve attimo, di notte, su un treno pieno di deportati diretto in Germania.

### Interpreti e personaggi
- Anna Magnani: Jolanda Morigi
- Enrico Maria Salerno: Stelvio Parmeggiani
- Raffaele Giangrande: il capo fabbricato
- Fiammetta Baralla: il donnone del rifugio
- Mario Siletti: il generale monarchico
- Nietta Zocchi: la contessa
- Alberto Plebani: il primario dell'ospedale
- Lionello Salari: il giovane medico
- Manfred Freyberger: il sottufficiale tedesco
- Ivan Angeli: l'interprete
- Enrico Salvatore: il tramviere
- Eugenio Galadini: l'orefice
- Pippo Mosca: il calzolaio
- Zi' Ngilino Sartoris: il borsaro nero
- Ettore Iacarino: il ragazzino delle uova
- Giuseppina Carlini: la bigliettaia del tram
- Evy Boccone: la donnetta della borsa nera
- Pier Paolo Capponi: il ferroviere

## L'automobile
L'automobile è il terzo ed ultimo film del ciclo, mandato in onda sul Programma Nazionale il 10 ottobre 1971.

### Trama
Anna Mastronardi è una matura ex-prostituta diventata, nel corso degli anni, una specie di istituzione per la vita notturna romana, tanto che si fa chiamare contessa. D'altro canto, però, la donna si sente sola e senza scopi. Decide quindi di comprarsi un'automobile per trovare un nuovo interesse, per soddisfare il suo bisogno di sentirsi una donna realizzata e per mettersi in bella evidenza di fronte a tutta la gente in via Veneto. 
A tale scopo, l'amico Gigetto la aiuta impartendole lezioni di guida. Anna è entusiasta della sua auto, una Fiat 850 Spider, che tratta letteralmente come una figlia, ma con le gioie cominciano ben presto anche i problemi, come la paura ossessiva di un furto o di un guasto, oppure il confronto con lo stressante traffico della città e con le pratiche assicurative, per lei quasi incomprensibili.
Per festeggiare l'acquisto della vetturetta, comunque, Anna si reca da sola in gita ad Ostia. Al ritorno dà un passaggio a due uomini, uno dei quali pretende di guidare: Anna, sia pur a malincuore, acconsente, e subito se ne pente, in quanto il giovane provoca un grave incidente e la vettura resta al centro della strada ribaltata su un lato.
Accorre la polizia stradale che arresta i due uomini e cerca di tranquillizzare Anna, sconvolta per l'incidente e i danni riportati dalla sua auto che, fra l'altro, ha completamente bloccato il traffico. Gli altri automobilisti in coda, ansiosi di vedere la partita o di sentirla alla radio, si spazientiscono e spingono la vettura di Anna al bordo della strada, lasciandola con le ruote in aria. Il traffico riprende a scorrere normalmente.

### Interpreti e personaggi
- Anna Magnani: Anna Mastronardi
- Vittorio Caprioli: Gigetto
- Christian Hay: Lou
- Donato Castellaneta: Guidino
- Renato Malavasi: Matteo
- Romualdo Farinelli: il maître
- Pupo De Luca: l'istruttore della scuola guida
- Leonardo Severini : ing. Rolando Meccacini
- Ettore Geri: il tedesco
- Giggetto Pietravalle: l'impiegato della Fiat
- Luigi Zerbinati: il cameriere
- Egidio Unmarino: il passante davanti alla concessionaria
- Anna Lina Alberti: la moglie del passante davanti alla concessionaria
- Alberto Bindo: il gitante
- Francesca Lionti: la moglie del gitante
- Orlando Carnieri: l'assicuratore
- I Romans: complesso night
- Pietro Ceccarelli : automobilista arrabbiato